# Unique II
Unique II, zeitweise Unique 2 geschrieben, war ein österreichisches Eurodanceprojekt, das in den 1990er-Jahren mit der Coverversion zu Break My Stride von Matthew Wilder auch international große Erfolge feiern konnte.

## Werdegang
Unique II wurde 1992 von den beiden Produzenten Erwin Geppner und Werner Freistätter gegründet. Gemeinsam mit Sandy Cooper (Sängerin) und Def-Tone (Rapper) entstand die erste Single „Iko, Iko“, die direkt die Top Ten der österreichischen Charts erreichte und zu einem Sommerhit wurde. Bereits kurze Zeit später lernten die Produzenten Jade Davies (Vocals) und B-Nice (Rap+Vocals) kennen und es entstand der Song „Loveline“, der bis auf Platz 2 der Österreichischen Charts kam. Auch das erste Album „Internity“ erreichte schnell die Top 10. 1996 folgte dann der internationale Durchbruch: Die UNIQUE II-Version des Matthew Wilder-Klassikers „Break My Stride“ wurde nicht nur Nummer 1 in Österreich, sondern erzielte Top-Chartplatzierungen u. a. in Australien, Kanada, Skandinavien, Südafrika, Italien etc.
Weitere Single-Hits, das zweite Album „Level II“ folgten und die österreichische Dance-Formation UNIQUE II war weltweit in TV-Shows, in Clubs und auf Festivals zu sehen. 1999 verließ Jade Davies & B-Nice Unique II, um sich ihren Solo-Karrieren zu widmen. So entstand das neue Album im Jahr 2000 gemeinsam mit den Sängern Sheila Fernandez und Christian Troy. Das Album und die gleichnamige Single „Forever“ erreichten abermals die Top 10. Noch bis 2003 folgten weitere Titel wie „2 be as one“ „Colours“, ein Best-Of-Album „The Gold Experience“ und zahlreiche Auftritte. „Unique II“ war die bisher erfolgreichste Dance-Pop-Formation Österreichs und erhielt zahlreiche nationale und internationale Auszeichnungen.
Unique II löste sich 2003 auf, da sich die Mitglieder anderen Aufgaben widmeten und der Plattenvertrag mit Sony auslief.

## Diskografie

### Alben
| Jahr | Titel               | Höchstplatzierung, Gesamtwochen, AuszeichnungChartsChartplatzierungen (Jahr, Titel, Platzierungen, Wochen, Auszeichnungen, Anmerkungen) | Anmerkungen                                          |
| Jahr | Titel               | AT | Anmerkungen                                          |
| ---- | ------------------- | --- | ---------------------------------------------------- |
| 1993 | Internity           | AT25 (7 Wo.)AT | Erstveröffentlichung: Juni 1993                      |
| 1996 | Level II            | AT17 (19 Wo.)AT | Erstveröffentlichung: Oktober 1996                   |
| 2000 | Forever – The Album | AT28 (5 Wo.)AT | Erstveröffentlichung: März 2000 vs. Sheila Fernandez |

Kompilationen
- 2002: Best Of: The Golden Experience

### Singles
| Jahr | Titel Album                              | Höchstplatzierung, Gesamtwochen, AuszeichnungChartsChartplatzierungen (Jahr, Titel, Album, Platzierungen, Wochen, Auszeichnungen, Anmerkungen) | Anmerkungen                                             |
| Jahr | Titel Album                              | AT | Anmerkungen                                             |
| ---- | ---------------------------------------- | --- | ------------------------------------------------------- |
| 1992 | Iko Iko Internity                        | AT8 (12 Wo.)AT | Erstveröffentlichung: September 1992                    |
| 1993 | Loveline Internity                       | AT2 Gold · (16 Wo.)AT | Erstveröffentlichung: April 1993                        |
| 1996 | Break My Stride Level II                 | AT1 Platin · (26 Wo.)AT | Erstveröffentlichung: Juli 1996                         |
| 1996 | Do What You Please Level II              | AT6 Gold · (15 Wo.)AT | Erstveröffentlichung: Dezember 1996                     |
| 1997 | I Still Go On Level II                   | AT12 (12 Wo.)AT | Erstveröffentlichung: Mai 1997                          |
| 1997 | Dance All Night Level II                 | AT32 (6 Wo.)AT | Erstveröffentlichung: Dezember 1997                     |
| 2000 | Forever Forever – The Album              | AT8 (11 Wo.)AT | Erstveröffentlichung: Januar 2000 vs. Sheila Fernandez  |
| 2000 | The Way I Need To Go Forever – The Album | AT35 (2 Wo.)AT | Erstveröffentlichung: Mai 2000 vs. Sheila Fernandez     |
| 2001 | Take Me Higher Forever – The Album       | AT43 (5 Wo.)AT | Erstveröffentlichung: Februar 2001 vs. Sheila Fernandez |
| 2001 | Colours Forever – The Album              | AT32 (6 Wo.)AT | Erstveröffentlichung: Mai 2001 vs. Sheila Fernandez     |

## Auszeichnungen für Musikverkäufe
| Goldene Schallplatte - Neuseeland - 1997: für die Single Break My Stride | Platin-Schallplatte - Australien - 1997: für die Single Break My Stride |

Anmerkung: Auszeichnungen in Ländern aus den Charttabellen bzw. Chartboxen sind in ebendiesen zu finden.
| Land/RegionAuszeichnungen für Musikverkäufe (Land/Region, Auszeichnungen, Verkäufe, Quellen) | Gold     | Platin     | Verkäufe | Quellen                   |
| -------------------------------------------------------------------------------------------- | -------- | ---------- | -------- | ------------------------- |
| Australien (ARIA)                                                                            | —        | Platin1    | 70.000   | aria.com.au               |
| Neuseeland (RMNZ)                                                                            | Gold1    | —          | 7.500    | aotearoamusiccharts.co.nz |
| Österreich (IFPI)                                                                            | 2× Gold2 | Platin1    | 100.000  | ifpi.at                   |
| Insgesamt                                                                                    | 3× Gold3 | 2× Platin2 |          |                           |